# Casancots
Casancots és una masia situada al municipi d'Avià a la comarca catalana del Berguedà inclosa en l'Inventari del Patrimoni Arquitectònic de Catalunya.

## Descripció
Masia de planta quadrangular amb alguns cossos annexos de menors dimensions. Està estructurada en planta baixa i dos pisos. El parament és de carreus de pedra de diverses dimensions, la major part sense desbastar, units amb morter. Les obertures estan disposades de forma aleatòria, la major part són de petites dimensions i allindanades. La porta d'entrada té els muntants fets de grans carreus ben escairats i la llinda és una biga de fusta. Al seu costat trobem un petit cobert en molt mal estat. La coberta és a dues aigües amb teula àrab.

## Història
A la pedra que fa de llinda de la finestra central de la façana hi ha una inscripció amb una data de difícil interpretació. Els últims masovers marxaren a causa de les males condicions de l'interior.